# Quadre Lollis Junior
Quadre Dominique Lollis Junior (* 31. Oktober 1994 in Indianapolis) ist ein US-amerikanischer Basketballspieler.

## Werdegang
Der Sohn des ehemaligen Berufsbasketballspieler Quadre Lollis Senior spielte als Jugendlicher zeitweise im Nachwuchs von Alba Berlin in Deutschland, wo sein Vater unter Vertrag stand. Da er als Heranwachsender im deutschen Vereinssystem spielte, fiel er später in der 2. Bundesliga nicht unter die Ausländerbeschränkung. In den Vereinigten Staaten war Lollis während seines Studiums Basketballspieler an drei Hochschulen: Clarendon College (2014/15) im Bundesstaat Texas, Parkland College (2015/16) in Illinois und Presentation College (2017 bis 2019) in South Dakota.
Lollis wechselte in den Berufsbasketballsport und nach Deutschland. Sein erster Verein wurde die SG ART Giants Düsseldorf. Er blieb bis 2022 bei den Rheinländer, mit denen er in der 2. Bundesliga ProB antrat. In der Saison 2021/22 trug Lollis mit Mittelwerten von 10,2 Punkten und 4,1 Rebounds zum Aufstieg in die 2. Bundesliga ProA bei. Bei den BIS Baskets Speyer (2. Bundesliga ProB) kam er während des Spieljahres 2022/23 auf 16,2 Punkte je Begegnung.
Bei den Bayer Giants Leverkusen war Lollis’ Angriffsausbeute während des Spieljahres 2023/24 deutlich geringer als in Speyer, er erzielte 6,2 Punkte je Einsatz. In der Sommerpause 2024 schloss sich Lollis einem weiteren deutschen Drittligisten an, er wechselte zu den Itzehoe Eagles.